# Sankt Ursula
Sankt Ursula ("lille hunbjørn" på latin) er en britisk katolsk helgen. Hendes festdag er den 21. oktober. På grund af usikker viden om de hellige jomfruer, der blev dræbt på ukendte datoer i Köln, blev fejringen af dem udeladt af den katolske kalender over helgener for universel liturgisk fejring, da den blev revideret i 1969, men de er med i den romerske martyrologium, den officielle, men ufuldstændige, liste over helgener i den katolske kirke.

## Sankt Ursulas Liv
Legenden om Ursula bygger på en indskrift fra det 4./5. århundrede  fra kirken St. Ursula (på Ursulaplatz) i Köln. Den gamle basilika var  bygget, hvor de 11.000 hellige jomfruer blev dræbt. Indskriften: